# Клеопатра
Клеопа́тра VII Филопа́тор (др.-греч. Κλεοπάτρα Φιλοπάτωρ, копт. Ⲕⲗⲉⲱⲡⲁⲧⲣⲁ Ⲫⲓⲗⲟⲡⲁⲧⲱⲣ; около 13 января 69 до н. э., Александрия, Эллинистический Египет — не ранее 10 августа 30 до н. э. и не позднее 12 августа 30 до н. э., Александрия, Эллинистический Египет[…]) — последняя царица эллинистического Египта из македонской династии Птолемеев (Лагидов).
Прославлена благодаря драматической истории любви к римскому полководцу Марку Антонию. В последние годы её правления Египет был покорён Римом, сама Клеопатра покончила жизнь самоубийством, чтобы не стать пленницей Октавиана. Была и остаётся одним из наиболее популярных античных персонажей в кинофильмах и литературных произведениях.

## Общие сведения
Клеопатра VII правила Египтом 22 года последовательно в соправительстве со своими братьями (они же по традиции формальные мужья) Птолемеем XIII и Птолемеем XIV, затем — в фактическом браке с римским полководцем Марком Антонием. Являлась последним независимым правителем Египта до римского завоевания. Широкую известность приобрела благодаря любовной связи с Юлием Цезарем и Марком Антонием. От Цезаря, возможно, имела сына Цезариона, от Антония — двух сыновей и дочь.
Источники по Клеопатре — Плутарх, Светоний, Аппиан, Дион Кассий, Иосиф Флавий. В большинстве своём древняя историография ей неблагоприятна; существует мнение, что очернение Клеопатры осуществлено победителем Египта, Октавианом и его окружением, стремившимися всеми силами оклеветать царицу, представив её не только опасным врагом Рима, но и злым гением Марка Антония.
Однако некоторые историки всё же полагают, что приписываемые ей развратность и коварство были реальными. Например, сохранилось суждение о Клеопатре римского историка IV в. Аврелия Виктора: «Она была так развратна, что часто проституировала, и обладала такой красотой, что многие мужчины своей смертью платили за обладание ею в течение одной ночи».

## Происхождение
Клеопатра родилась в 69 году до н. э. (официально 12 год правления Птолемея XII), по всей видимости, в Александрии. Она является одной из трёх (известных) дочерей царя Птолемея XII Авлета, возможно, от наложницы, так как, по замечанию Страбона, у этого царя была только одна законная дочь Береника IV, царица в 58—55 годах до н. э.
О детстве и юности Клеопатры ничего не известно. Несомненно, на неё произвела сильное впечатление смута 58—55 годов, когда её отца свергли и изгнали из Египта, а царицей стала его дочь (сестра Клеопатры) Береника. Восстановленный на престоле силами римского наместника Сирии Габиния, Птолемей XII кидается в резню, репрессии и убийства (жертвой которых пала в том числе и Береника). В результате он превращается в марионетку, удерживающуюся у власти лишь благодаря римскому присутствию, обременяющему финансы страны. Неприятности царствования отца преподнесли урок будущей царице, которая использовала все средства, чтобы избавиться от противников и от всех, стоящих на её пути, — как, например, от своего младшего брата Птолемея XIII в 44 до н. э. и позднее — от сестры Арсинои IV.

## Внешность и личность
Нет никаких достоверных изображений, которые точно, без идеализации, передали бы её физический облик. Повреждённый бюст из города Шершель в Алжире (античный город Цезарея Мавританская (англ. Caesarea in Mauretania)), созданный после смерти Клеопатры по случаю брака Клеопатры Селены II, её дочери от Марка Антония, с царём Мавретании Юбой II, передаёт внешность Клеопатры в её последние годы, хотя иногда этот бюст приписывают самой Клеопатре Селене II. Клеопатре VII приписывают эллинистические бюсты, изображающие молодых привлекательных женщин с типично греческими лицами, но персоны, с которых делали бюст, точно не идентифицированы. Считается, что бюсты, изображающие именно Клеопатру VII, хранятся в Берлинском античном собрании (см. заставку в начале статьи) и музее Ватикана, но классический облик заставляет подозревать идеализацию изображения. Ряд исследователей полагает, что статуя так называемой Венеры Эсквилинской является созданным с натуры изображением Клеопатры во время её пребывания в Риме.
Профили на монетах показывают женщину с волнистыми волосами, крупными глазами, выступающим подбородком и носом с горбинкой (наследственные черты Птолемеев). С другой стороны, известно, что Клеопатра отличалась мощным обаянием, привлекательностью, отлично пользовалась этим для обольщения и вдобавок обладала чарующим голосом и блестящим, острым умом. Как пишет Плутарх, видевший портреты Клеопатры:

Ибо красота этой женщины была не тою, что зовётся несравненною и поражает с первого взгляда, зато обращение её отличалось неотразимою прелестью, и потому её облик, сочетавшийся с редкою убедительностью речей, с огромным обаянием, сквозившим в каждом слове, в каждом движении, накрепко врезался в душу. Самые звуки её голоса ласкали и радовали слух, а язык был точно многострунный инструмент, легко настраивающийся на любой лад, — на любое наречие…

В то время как греки обычно пренебрегали воспитанием дочерей, даже в царских семьях, Клеопатра явно имела хорошее образование, которое, наложившись на её природный ум, дало превосходные результаты. Клеопатра стала настоящей царицей-полиглотом, владея, помимо родного койне (греческий язык эллинистической эпохи), также египетским (первая из своей династии приложила усилия для овладения им, может быть, только за исключением Птолемея VIII Фискона), арамейским, геэзом (древнеэфиопский язык), древнеперсидским, древнееврейским и языком берберов (народа, жившего на юге Древней Ливии). Её лингвистические способности не обошли и латынь, хотя просвещённые римляне, как, например, Цезарь, сами в совершенстве владели греческим языком.

### Имя
| G5 |

| G5 |

| G36 · D21 | V30 | F35 · F35 · F35 | H2 · Aa1 | O22 |

| G36 · D21 | V30 | F35 · F35 · F35 | H2 · Aa1 | O22 |

| G36 · X1 · D21 | X1 · V1 · X1 | A53 | N35 · X2 · X1 · O34 |

| G36 · X1 · D21 | X1 · V1 · X1 | A53 | N35 · X2 · X1 · O34 |

| zA | ra · H_SPACE |

| zA | ra · H_SPACE |

| N29 · E23 | V1 · Q3 | D46 · D21 · X1 · H8 | U22 · X1 | O34 · N36 |

| N29 · E23 | V1 · Q3 | D46 · D21 · X1 · H8 | U22 · X1 | O34 · N36 |

| N29 · E23 | V1 · Q3 | D46 · D21 · X1 · H8 | U22 · X1 | O34 · N36 |

| N29 · E23 | V1 · Q3 | D46 · D21 · X1 · H8 | U22 · X1 | O34 · N36 |

| N29 · E23 | V1 · Q3 | D46 · D21 · X1 · H8 | U22 · X1 | O34 · N36 |

| N29 · E23 | V1 · Q3 | D46 · D21 · X1 · H8 | U22 · X1 | O34 · N36 |

| N29 · E23 | V1 · Q3 | D46 · D21 · X1 · H8 | U22 · X1 | O34 · N36 |

| N29 · E23 | V1 · Q3 | D46 · D21 · X1 · H8 | U22 · X1 | O34 · N36 |

| N29 · E23 | M17 | V4 | Q3 | G1 | D46 · D21 | G1 | X1 · H8 |

| N29 · E23 | M17 | V4 | Q3 | G1 | D46 · D21 | G1 | X1 · H8 |

| N29 · E23 | M17 | V4 | Q3 | G1 | D46 · D21 | G1 | X1 · H8 |

| N29 · E23 | M17 | V4 | Q3 | G1 | D46 · D21 | G1 | X1 · H8 |

| N29 · E23 | M17 | V4 | Q3 | G1 | D46 · D21 | G1 | X1 · H8 |

| N29 · E23 | M17 | V4 | Q3 | G1 | D46 · D21 | G1 | X1 · H8 |

| N29 · E23 | M17 | V4 | Q3 | G1 | D46 · D21 | G1 | X1 · H8 |

| N29 · E23 | M17 | V4 | Q3 | G1 | D46 · D21 | G1 | X1 · H8 |

| X1 · H8 | R8 | X2 · X1 | S29 | N36 |

| X1 · H8 | R8 | X2 · X1 | S29 | N36 |

| X1 | R8 | X1 · H8 | X1 · I9 | O34 · N36 |

| X1 | R8 | X1 · H8 | X1 · I9 | O34 · N36 |

## Путь к трону
Завещание Птолемея XII, умершего в марте 51 года до н. э., передавало престол Клеопатре и её младшему брату Птолемею XIII, которому тогда было около 9 лет, с которым она сочеталась формальным браком, так как, согласно древнеегипетскому обычаю, брат должен был жениться на сестре. Все девочки в роду Птолемеев имели имя Клеопатра, а мальчики — Птолемей. Клеопатра была старше своего брата-мужа и стала женой-регентом. На престол она взошла в возрасте 18 лет по согласованию с Римом под официальным титулом Θέα Φιλοπάτωρ (Теа Филопатор), то есть богиня, любящая отца (из надписи на стеле от 51 до н. э.).
Первые три года царствования были нелегки из-за двухлетнего неурожая, вызванного недостаточным разливом Нила.
С воцарением соправителей немедленно началась подспудная борьба партий. Клеопатра сначала правила одна, отстранив малолетнего брата, но затем он взял реванш, опираясь на евнуха Потина (бывшего кем-то вроде главы правительства), полководца Ахилла и своего воспитателя Теодота (ритор с Хиоса). В документе, датированном 27 октября 50 года до н. э., имя Птолемея фигурирует подчёркнуто на первом месте.
Летом 48 года до н. э. Клеопатра, бежавшая в Сирию и навербовавшая там войско, во главе этого войска разбила лагерь на египетской границе, недалеко от крепости Пелусий; там же расположился с войском и её брат, преграждая ей путь в страну.
Переломным моментом стало бегство римского сенатора Помпея в Египет и его убийство сторонниками Птолемея.

## Клеопатра и Цезарь
В этот момент в борьбу вмешивается Рим. Помпей, побеждённый Юлием Цезарем под Фарсалом, в начале июня 48 года до н. э. появляется у египетского берега и просит египетского царя о помощи. Молодой Птолемей XIII, точнее его советники, надеясь добиться щедрых милостей от победителей, отдают приказ об убийстве римлянина. Это и было исполнено, едва Помпей ступил на египетскую землю, на глазах у всего его окружения (28 сентября 48 года). Но царь просчитался: Цезарь, который в погоне за Помпеем высадился в Египте два дня спустя, разгневался этой расправой и похоронил голову Помпея у стен Александрии, где воздвиг святилище Немезиды.
Оказавшись в Египте, Цезарь попытался пополнить свою казну с помощью долгов, которые Птолемей XII наделал римскому банкиру Рабирию во время своих хлопот о восстановлении на престоле, и которые Цезарь теперь записал на свой счёт. Светоний пишет, что Цезарь «не решился» превратить Египет в римскую провинцию, «чтобы какой-нибудь предприимчивый наместник не сумел опереться на неё [провинцию с огромными ресурсами] для новых смут». Однако Цезарь заявил о намерении выступить арбитром в споре царей.
Птолемей XIII и без него был фактическим правителем, к тому же признанным Помпеем; поэтому Цезарь был заинтересован в Клеопатре, которая могла стать марионеткой, обязанной ему властью.
Вскоре по прибытии он вызывает Клеопатру к себе в Александрию. Проникнуть в столицу, охранявшуюся людьми Птолемея, было непростым делом; Клеопатре помог сделать это её поклонник, сицилиец Аполлодор, который тайно провёз царицу в рыбачьей лодке, а потом пронёс в покои Цезаря, спрятав в большом мешке для постели (а не в ковре, как это приукрашенно изображается в фильмах, см. Ковёр Клеопатры). Из этого факта можно сделать вывод о хрупком телосложении царицы. Бросившись к ногам римского диктатора, Клеопатра стала горько жаловаться на своих притеснителей, требуя казни Потина. 52-летний Цезарь был пленён молодой царицей; тем более, что возврат к завещанию Птолемея XII соответствовал его собственным политическим интересам. Когда на следующее утро Цезарь заявил об этом 13-летнему царю, тот в ярости выбежал из дворца и, сорвав с себя диадему, стал кричать собравшемуся народу, что его предали. Толпа возмутилась; но Цезарю в тот момент удалось её утихомирить, зачитав завещание царя.
Однако ситуация для Цезаря осложнилась. Отряд, сопровождавший его, насчитывал всего 7 тысяч солдат; в Африке собирались сторонники убитого Помпея, и эти обстоятельства возбудили в партии Птолемея надежду избавиться от Цезаря. Потин и Ахилл вызвали в Александрию войска; казнь Потина Цезарем уже не могла остановить восстание. Войска, поддержанные горожанами, возмущёнными вымогательствами и своеволием римлян, получили вождя, когда к ним бежали Птолемей XIII и его сестра Арсиноя. В результате Цезарь в сентябре 48 года до н. э. оказался осаждённым и отрезанным от подкреплений в царском квартале Александрии. Спас Цезаря и Клеопатру только подход подкреплений во главе с Митридатом Пергамским.
Повстанцы были разбиты 15 января 47 года до н. э. у Мареотийского озера, при бегстве царь Птолемей утонул в Ниле. Арсиноя попала в плен и была затем проведена в триумфе Цезаря. За этим последовало совместное путешествие Цезаря и Клеопатры по Нилу на 400 кораблях, сопровождавшееся шумными празднествами. Клеопатра, формально сочетавшаяся с другим своим малолетним братом Птолемеем XIV, фактически стала безраздельной правительницей Египта под римским протекторатом, гарантией которого являлись оставленные в Египте три легиона. Вскоре после отбытия Цезаря, 23 июня 47 года, у Клеопатры рождается сын, которого назвали Птолемеем Цезарем, но который вошёл в историю под данным ему александрийцами прозвищем Цезарион. Утверждали, что он был очень похож на Цезаря и лицом, и осанкой.

## Пребывание в Риме
Цезарь воевал с царём Понта Фарнаком II, затем с последними сторонниками Помпея в Африке; сразу же по окончании войн он вызывает в Рим Клеопатру с братом (лето 46 года до н. э.), формально — для заключения союза между Римом и Египтом. Клеопатре была выделена вилла Цезаря в его садах на берегу Тибра, где она принимала знатных римлян, спешивших засвидетельствовать своё почтение фаворитке. У республиканцев это вызывало крайнее раздражение и стало одним из поводов, ускоривших гибель Цезаря. Ходил даже слух (передаваемый Светонием и показательный для общего настроения), что Цезарь собирается взять Клеопатру своей второй женой и перенести столицу в Александрию. Сам Цезарь приказал поместить позолоченную статую Клеопатры у алтаря Венеры Прародительницы (Венеры как мифического предка рода Юлиев, к которому он принадлежал). Тем не менее официальное завещание Цезаря не содержало никаких упоминаний о Цезарионе, которого он таким образом не решился признать своим сыном.

## Суверенное правление
Цезарь был убит в результате заговора 15 марта 44 года до н. э. Месяц спустя, в середине апреля, Клеопатра покинула Рим и в июле прибыла в Александрию. Вскоре после этого умер 14-летний Птолемей XIV. По утверждению Иосифа Флавия, он был отравлен сестрой: рождение сына дало Клеопатре формального соправителя. В этой ситуации взрослеющий брат был ей совершенно излишен.
В 43 году до н. э. на Египет обрушился голод и два года подряд не разливался Нил. Царица была озабочена прежде всего снабжением своей столицы, склонной к бунту. Три римских легиона, оставленные покойным Цезарем, бесчинствовали вплоть до их вывода.
Война между убийцами Цезаря, Кассием и Брутом с одной стороны, и с другой стороны — его наследниками Антонием и Октавианом, требовала от царицы изворотливости. Восток был в руках убийц Цезаря: Брут контролировал Грецию и Малую Азию, а Кассий обосновался в Сирии. Наместник Клеопатры на Кипре, Серапион, помог Кассию деньгами и флотом с несомненного согласия царицы, какие бы чувства она ни питала к убийцам своего римского покровителя. Позже она официально отреклась от действий Серапиона. С другой стороны Клеопатра снарядила флот якобы, как она потом уверяла, в помощь цезарианцам. В 42 году до н. э. республиканцы были разгромлены под Филиппами. Ситуация для Клеопатры сразу переменилась.

## Клеопатра и Антоний

### Встреча с Марком Антонием
Клеопатре было 28 лет, когда она в 41 году до н. э. познакомилась с 40-летним римским полководцем. Известно, что Антоний в качестве начальника конницы участвовал в восстановлении на престоле Птолемея XII в 55 году, но маловероятно, чтобы они встретились в то время, хотя Аппиан приводит слух, будто Антоний увлёкся 14-летней Клеопатрой ещё в тот период. Они могли познакомиться во время пребывания царицы в Риме, однако до встречи в 41 году они, по-видимому, плохо знали друг друга.
При разделе римского мира, произведённом после разгрома республиканцев, Антонию достался Восток. Антоний решает реализовать проект Цезаря — большой поход против парфян. Готовясь к походу, он посылает офицера Квинта Деллия в Александрию требовать Клеопатру к себе в Киликию. Он собирался обвинить её в помощи убийцам Цезаря, видимо, надеясь под этим предлогом получить с неё как можно больше денег для похода.
Клеопатра, разузнав через Деллия о характере Антония и прежде всего о его влюбчивости, тщеславии и любви к внешнему блеску, прибывает на судне с вызолоченной кормой, пурпурными парусами и посеребрёнными вёслами; сама она восседала в наряде Афродиты, по обе стороны от неё стояли с опахалами мальчики в виде эротов, а управляли кораблём служанки в одеяниях нимф. Корабль двигался по реке Кидн под звуки флейт и кифар, окутанный дымом благовоний. Затем она приглашает Антония к себе для роскошного пиршества. Антоний был совершенно очарован. Заготовленные обвинения царица без труда отклонила, заявив, что Серапион действовал без её ведома, а сама она снарядила флот в помощь цезарианцам, но этот флот, к несчастью, был задержан противными ветрами. В качестве первого проявления любезности к Клеопатре Антоний по её просьбе приказал немедленно казнить её сестру Арсиною IV, искавшую убежища в храме Артемиды в Эфесе.
Так начался роман, длившийся десять лет, один из самых знаменитых в истории — даже при том, что мы не можем судить, какова была доля политического расчёта в отношениях с Антонием, который был необходим Клеопатре для осуществления своих планов. Со своей стороны, Антоний только при помощи египетских денег мог содержать свою огромную армию.

### Восстановление державы Лагидов
Антоний, оставив армию, последовал за Клеопатрой в Александрию, где провёл зиму 41—40 гг. до н. э., предаваясь попойкам и развлечениям. Со своей стороны Клеопатра старалась привязать его как можно крепче.
Плутарх рассказывает:

вместе с ним она играла в кости, вместе пила, вместе охотилась, была в числе зрителей, когда он упражнялся с оружием, а по ночам, когда он, в платье раба, бродил и слонялся по городу, останавливаясь у дверей и окон домов и осыпая обычными своим шутками хозяев — людей простого звания, Клеопатра и тут была рядом с Антонием, одетая ему под стать.

Однажды Антоний, задумав поразить Клеопатру своими способностями рыболова, подослал ныряльщиков, которые постоянно насаживали ему на крючок новый «улов»; Клеопатра, быстро разгадав эту хитрость, со своей стороны послала ныряльщика, который насадил Антонию вяленую рыбу.
Пока они развлекались, парфянский царевич Пакор перешёл в наступление, в результате которого Рим потерял Сирию и юг Малой Азии с Киликией. Антигон Маттафий, враждебный римлянам принц из династии Хасмонеев (Маккавеев), был утверждён парфянами на иерусалимском престоле. Марк Антоний провёл короткое контрнаступление из Тира, но затем был вынужден вернуться в Рим, где после столкновения между его женой Фульвией и сторонниками Октавиана было заключено мирное соглашение в Брундизии. Столкновения были вызваны по вине Фульвии, которая, по словам Плутарха, надеялась таким образом оторвать Антония от Клеопатры.
В это время Фульвия умерла, и Антоний сочетался браком с сестрой Октавиана — Октавией. В то же самое время в 40 году до н. э. Клеопатра в Александрии родила от Антония близнецов: мальчика Александра Гелиоса («Солнце») и девочку Клеопатру Селену («Луну»).
На протяжении 3 лет до осени 37 года до н. э. сведения о царице отсутствуют. При возвращении Антония из Италии любовники встречаются в Антиохии осенью 37 года, и с этого момента начинается новый этап в их политике и их любви. Легат Антония Вентидий изгнал парфян; Антоний заменяет парфянских ставленников собственными вассалами или прямым римским управлением. Таким образом, знаменитый Ирод при его поддержке становится царём Иудеи. Нечто подобное происходит в Галатии, Понте и Каппадокии. Клеопатра из всего этого получает непосредственную выгоду, так как подтверждаются её права на Кипр, которым она фактически владела, а также на города сирийского и киликийского побережья Средиземного моря, царство Халкидика в нынешнем Ливане. Таким образом она сумела частично восстановить державу первых Птолемеев.
Клеопатра повелела отсчитывать от этого момента новую эру своего царствования в документах. Сама она приняла официальный титул Θεα Νεωτερα Φιλοπατωρ Φιλοπατρις (Феа Неотера Филопатор Филопатрис), то есть «младшая богиня, любящая отца и отечество». Титул предназначался для присоединённых сирийцев, которые уже имели царицу (старшую богиню) птолемеевских кровей Клеопатру Феа во II веке до н. э., титул также указывал, по мнению историков, на македонские корни Клеопатры, что было весомым аргументом для греко-македонского правящего класса Сирии.

### Дети Антония и Клеопатры
В 37—36 годах до н. э. Антоний начал кампанию против парфян, обернувшуюся катастрофой, в основном по причине суровой зимы в горах Армении и Мидии. Сам Антоний едва избежал гибели.
Клеопатра оставалась в Александрии, где в сентябре 36 года до н. э. родила третьего ребёнка от Антония — Птолемея Филадельфа. В Риме начали рассматривать союз Антония и Клеопатры как угрозу империи и лично Октавиану. Последний в начале весны 35 года послал свою сестру Октавию, законную жену Антония и мать двух его дочерей — Антонии Старшей (будущей бабки императора Нерона) и Антонии Младшей (будущей матери Германика и императора Клавдия), — с тем, чтобы она присоединилась к мужу. Однако едва она доехала до Афин, Антоний приказал ей немедленно возвращаться. Это произошло при участии Клеопатры, которая грозила Антонию самоубийством в случае, если тот примет жену.
Антоний хотел взять реванш за поражение в войне с парфянами: в 35 году до н. э. он захватил царя Армении Артавазда II, заключил союз с другим Артаваздом — царём Мидии Атропатены и справил триумф, но не в Риме, а в Александрии с участием Клеопатры и их общих детей. Чуть позже Цезарион получил титул царя царей; Александр Гелиос был провозглашён царём Армении и земель за Евфратом, Птолемей Филадельф получил (номинально, так как ему было около 2 лет) — Сирию и Малую Азию, и, наконец, Клеопатра Селена II — Киренаику.
Далеко не все из пожалованных территорий находились под реальным контролем Антония. Иосиф Флавий утверждает, что Клеопатра также требовала у Антония Иудею, но получила отказ; однако это сообщение ставится[кем?] под сомнение.
Известие о раздаче земель вызвало сильнейшее возмущение в Риме, Антоний явно порывал со всеми римскими традициями и начинал разыгрывать из себя эллинистического монарха.

## Крушение

### Битва при Акциуме
Антоний ещё пользовался значительной популярностью в сенате и армии, но своими выходками в восточно-эллинистическом духе, бросавшими вызов римским нормам и традиционным представлениям, сам дал Октавиану оружие против себя.
К 32 году до н. э. дело дошло до гражданской войны. При этом Октавиан провозгласил её войной «римского народа против египетской царицы». Египтянку, которая поработила римского полководца своими чарами, изобразили средоточием всего восточного, эллинистически-царского, чуждого Риму и «римским добродетелям».
Со стороны Антония и Клеопатры для войны был приготовлен флот из 500 кораблей, из них 200 — египетских. Антоний вёл войну вяло, предаваясь совместно с Клеопатрой пиршествам и празднествам во всех попутных греческих городах и предоставляя Октавиану время для организации армии и флота. Пока Антоний стягивал войска к западному побережью Греции, собираясь переправиться в Италию, сам Октавиан стремительно переправился в Эпир и навязал Антонию войну на его территории.
Пребывание Клеопатры в лагере Антония, её постоянные интриги против всех, в ком она видела своих недоброжелателей, сослужили Антонию дурную службу, побудив многих из его сторонников перебежать к противнику. Характерна история ярого приверженца Антония Квинта Деллия, который всё же был вынужден перебежать к Октавиану, поскольку был предупреждён, что Клеопатра собирается отравить его за шутку, которую она сочла для себя оскорбительной. Перебежчики осведомили Октавиана о содержании завещания Антония, оно было немедленно изъято из храма Весты и опубликовано. Антоний официально признавал Клеопатру женой, её сыновей — своими законными детьми, и завещал похоронить себя не в Риме, а в Александрии рядом с Клеопатрой. Завещание Антония совершенно его дискредитировало.
Октавиан, не являвшийся крупным военачальником, нашёл в лице Марка Випсания Агриппы компетентного полководца, который успешно вёл войну. Агриппа сумел загнать флот Антония и Клеопатры в Амбракийский залив и блокировал его. Их войска стали ощущать недостаток продовольствия. Клеопатра настаивала на морском прорыве. На военном совете это мнение взяло верх. Результатом стала морская битва при Акциуме 2 сентября 31 года до н. э. Когда Клеопатра испугалась, что победа ускользает, она решила бежать со всем своим флотом, пытаясь что-то ещё спасти. Антоний бежал вслед за ней. Его разгромленный флот сдался Октавиану, а вслед за тем сдалась без боя и деморализованная сухопутная армия.

### Гибель Антония и Клеопатры
Антоний возвратился в Египет и не предпринимал ничего для продолжения борьбы с Октавианом. Впрочем, у него не оставалось для этого никаких реальных ресурсов. Он растрачивал свои силы в попойках и роскошных празднествах и объявил вместе с Клеопатрой о создании «Союза смертников», члены которого клялись умереть вместе. В этот союз пришлось вступить их приближённым. Клеопатра испытывала на заключённых яды, пытаясь выяснить, какой яд приносит более быструю и безболезненную смерть. Клеопатра была озабочена спасением Цезариона. Она отправила его в Индию, но он потом вернулся в Египет. Она и сама одно время обдумывала план бегства в Индию, но при попытке перевезти суда через Суэцкий перешеек их сожгли арабы. От этих планов пришлось отказаться.
Весной 30 года до н. э. Октавиан двинулся на Египет. Клеопатра пыталась жестокими мерами оградить себя от измены: когда комендант Пелусия Селевк сдал крепость, она казнила его жену и детей. К концу июля войска Октавиана появились под самой Александрией. Последние части, оставшиеся у Антония, одна за другой переходили на сторону победителя.
1 августа всё было кончено. Клеопатра с доверенными служанками Ирадой и Хармион заперлась в здании собственной гробницы. Антонию передали ложное известие о её самоубийстве. Антоний бросился на свой меч. Вскоре его, умирающего, женщины втянули в гробницу, и он умер на руках у рыдавшей над ним Клеопатры. Сама Клеопатра, зажав в руке кинжал, демонстрировала готовность к смерти, однако вступила в переговоры с посланцем Октавиана, позволила ему проникнуть в здание гробницы и обезоружить её. Видимо, Клеопатра ещё сохраняла слабую надежду соблазнить Октавиана или хотя бы договориться с ним и удержать царство. Октавиан проявил меньше податливости к соблазнению, чем Цезарь и Антоний.
Последние дни Клеопатры подробно описаны Плутархом по воспоминаниям Олимпа, её врача. Октавиан дозволил Клеопатре похоронить возлюбленного; её собственная судьба оставалась неясной. Она сказалась больной и давала понять, что уморит себя голодом — но угрозы Октавиана расправиться с детьми заставили её принять лечение.

Немногими днями позже Цезарь (Октавиан) и сам навестил Клеопатру, чтобы сколько-нибудь её утешить. Она лежала на постели, подавленная и удручённая, и когда Цезарь появился в дверях, вскочила в одном хитоне и бросилась ему в ноги. Её давно не прибранные волосы висели клочьями, лицо одичало, голос дрожал, глаза потухли.

Октавиан напутствовал Клеопатру ободряющими словами и удалился.
Вскоре влюблённый в Клеопатру римский офицер Корнелий Долабелла сообщил ей, что через три дня её отправят в Рим для триумфа Октавиана. Клеопатра велела передать тому заранее написанное письмо и заперлась со служанками. Октавиан получил письмо, в котором нашёл жалобы и просьбу похоронить её вместе с Антонием, и немедленно послал людей. Посланные нашли Клеопатру мёртвой, в царском уборе, на золотом ложе. Поскольку перед тем к Клеопатре прошёл крестьянин с горшком смокв, не вызвавший подозрений у стражи, — было решено, что в горшке Клеопатре пронесли змею. Утверждали, что на руке Клеопатры были чуть видны два лёгких укуса. Саму змею в комнате не нашли, будто бы она сразу уползла из дворца.
По другой версии, Клеопатра хранила яд в полой головной шпильке. Эта версия подкрепляется тем фактом, что обе служанки Клеопатры умерли вместе с ней. Сомнительно, чтобы одна змея умертвила сразу трёх человек. По словам Диона Кассия, Октавиан пытался оживить Клеопатру с помощью псиллов, экзотического племени, умевшего высасывать яд безвредно для себя.
Смерть Клеопатры 12 августа 30 года лишила Октавиана блестящей пленницы на своём триумфе в Риме. В триумфальном шествии везли лишь её изваяние.
Приёмный сын Цезаря Октавиан казнил родного сына Цезаря от Клеопатры Птолемея XV Цезариона в том же году. Дети от Антония шли в цепях на параде триумфатора, затем воспитывались у сестры Октавиана Октавии, жены Антония, «в память о муже». Впоследствии дочь Клеопатры Клеопатру Селену II выдали замуж за мавританского царя Юбу II, благодаря чему и появился бюст Клеопатры из Шершелл.
Судьба Александра Гелиоса и Птолемея Филадельфа осталась неизвестной. Предполагается, что они рано умерли.
Египет стал одной из римских провинций.
Одно из предполагаемых мест гробницы Клеопатры — возле храма Тапосирис Магна (современный Абусир). Храм Осириса расположен в 45 километрах к западу от Александрии и был построен в правление царя Птолемея II. Это священное место — одно из тех, где, по легенде, было захоронено тело Осириса. Весной 2009 года тогдашний министр по делам древностей Египта Захи Хавасс проинформировал СМИ, что в результате радарной съёмки в храме учёными был найден 120-метровый тоннель, заполненный песком. В ходе раскопок были найдены статуя женщины, которая, возможно, и была той самой легендарной Клеопатрой, несколько монет, предположительно отчеканенных во время её правления, и посмертная маска мужчины, которая могла принадлежать Марку Антонию. Но, несмотря на оптимизм (ещё в ноябре 2006 года Захи Хавасс заявил журналистам: «мы ищем гробницу Клеопатры. До нас ещё никто никогда не вёл систематических поисков захоронения последней царицы Египта»), гробница Клеопатры (как и Марка Антония) так до сих пор не найдена. Ни в окрестностях этого храма, ни в других местах. Поиски гробницы обречённых великих любовников продолжаются.

## Клеопатра в культуре

### Музыка и драма
- «Антоний и Клеопатра» — трагедия Уильяма Шекспира (1603—1604 или 1607).
- «Смерть Помпея» — трагедия Пьера Корнеля (1643).
- «Клеопатра» — опера Иоганна Маттезона (1704).
- «Клеопатра» — опера Франца Пёница (1888).
- «Цезарь и Клеопатра» — пьеса Бернарда Шоу (1898).
- «Египетские ночи» — балет М. М. Фокина (1908).
- «Клеопатра» — балет М. М. Фокина (1909, переработанный из «Египетских ночей»).
- «Клеопатра» — опера Жюля Массне (1914).
- «Клеопатра» — баллада (1989) и видеоклип (1991) в исполнении Азизы, стихи Маргариты Пушкиной, музыка Елены Ваниной[16][17].
- «Цезарь и Клеопатра» — мюзикл А. Журбина (2010).
- «Антоний и Клеопатра» — опера Сэмюэла Барбера (1966).

### Изобразительное искусство
Образы Клеопатры неоднократно находили своё воплощение в живописи и скульптуре, в особенности в XVI—XIX веках.
Один из наиболее распространённых сюжетов — «Смерть Клеопатры[fr]» или «Умирающая Клеопатра». Обычно на полотнах представлена обнажённая или полуобнажённая женщина, подносящая змею к своей груди; несколько реже Клеопатру изображали возлежащей на ложе или откинувшейся на спинку трона уже после смертельного укуса.
- Храмовый комплекс Дендеры
- Портрет в Доме сада[итал.], город Помпеи
- Портрет Клеопатры и Цезариона в Доме Марка Фабия Руфа, город Помпеи
- «Царица Клеопатра и царь Филопон», Манассиева хроника (Ватиканский список, XIV век)
- Гробница Антония и Клеопатры (1409)
- «Антоний и Клеопатра» (1474)
- «Антоний и Клеопатра», Бокаччо Бокаччино (1474)
- «Смерть Клеопатры», Жан Пишор[фр.] (1504)
- «Умирающая Клеопатра», Ян ван Скорел (1523)
- «Смерть Клеопатры», Джампетрино (1524-1526)
- «Клеопатра», Микеланджело Буонарроти (1533/34)
- «Смерть Клеопатры», Гвидо Рени (около 1595-1598)
- «Смерть Клеопатры», Орацио Джентилески (ок. 1613)
- «Смерть Клеопатры», Гвидо Каньяччи   (1645)
- «Смерть Клеопатры», Андреа Ваккаро (1630-1670)
- «Смерть Клеопатры», Антуан Риваль[англ.]  (1715)
- «Клеопатра», Якоб Фрей[нем.] (1720)
- «Портрет Клеопатры», Элизабет-Софи Шерон (1736)
- «Смерть Клеопатры», Ганс Макарт      (1875)
- 50 египетских пиастров (2007)

Другие популярные сюжеты: «Клеопатра и Цезарь» и «Клеопатра и Антоний».
Некоторые известные произведения в коллекциях музеев России:
- «Смерть Клеопатры» — картина Пьера Миньяра (XVII); Государственный Эрмитаж.
- «Смерть Клеопатры» — картина Франческо, прозванного Романо Тревизани (конец 1710-х); Музей изобразительных искусств имени А. С. Пушкина.
- «Умирающая Клеопатра» — картина Ивана Петровича Аргунова (1750); Государственная Третьяковская галерея
- «Пир Клеопатры» — картина фламандского художника Якоба Йорданса (1653); Эрмитаж.

### Клеопатра в кинематографе
Клеопатре посвящено множество фильмов:
- Клеопатра / Cléopâtre (Франция, 1899) — немой чёрно-белый фильм, режиссёр Жорж Мельес, в роли Клеопатры Жанна Д’Альси.
- Антоний и Клеопатра / Antony and Cleopatra (США, 1908) — немой чёрно-белый фильм, режиссёр Чарльз Кент, в роли Флоренс Лоуренс.
- Клеопатра / Cléopâtre (Франция, 1910) — немой чёрно-белый фильм, поставленный по пьесе Уильяма Шекспира «Антоний и Клеопатра», режиссёры: Генри Андреани (фр. Henri Andréani) и Фердинанд Зекка, в роли Мадлен Рош (фр. Madeleine Roch).
- Клеопатра (англ. Cleopatra (1912 film)) / Cleopatra (США, 1912) — немой чёрно-белый фильм, режиссёр Чарльз Л. Гэскилл, в роли Хелен Гарднер.
- Марк Антоний и Клеопатра / Marcantonio e Cleopatra (Италия, 1913) — немой чёрно-белый фильм, режиссёр Энрико Гуаццони, в роли Джанна Террибили-Гонсалес,
- Клеопатра / Cleopatra (США, 1917) — немой чёрно-белый фильм, режиссёр Джеймс Гордон Эдвардс, в роли Теда Бара, фильм считается утерянным.
- Антоний и Клеопатра (фр. Anthony and Cleopatra) / Anthony and Cleopatra (США, 1924) — режиссёр Брайн Фой (англ. Bryan Foy), в роли Этель Теаре (англ. Ethel Teare).
- Клеопатра (англ. Cleopatra (1928 film)) / Cleopatra (США, 1928) — режиссёр Рой Уильям Нил, в роли Дороти Ревьер.
- «Oh! Oh! Cleopatra» (США, 1931). В роли Дороти Берджес (англ. Dorothy Burgess).
- Клеопатра / Cleopatra (США, 1934) — номинант на Оскара, режиссёр Сесил Блаунт Демилль, в роли Клодетт Кольбер
- Клеопатра / كليوباترا (Египет, 1943) — режиссёр Ibrahim Lama, в роли Амина Ризк (англ. Amina Rizk)
- Цезарь и Клеопатра / Caesar and Cleopatra (Великобритания, 1945) — режиссёр Гэбриел Паскаль (англ. Gabriel Pascal), в роли Вивьен Ли
- Личная жизнь Антония и Клеопатры (исп. La vida íntima de Marco Antonio y Cleopatra) / La vida íntima de Marco Antonio y Cleopatra (Мексика, 1947) — режиссёр Роберто Гавальдон, в роли Мария Антонелла Понс (англ. María Antonieta Pons)
- Антоний и Клеопатра / Antony and Cleopatra (Великобритания, 1951) — в роли Паулин Летс
- Две ночи с Клеопатрой / Due notti con Cleopatra (Италия, 1953) — режиссёр Марио Маттоли, в роли Софи Лорен
- Змея Нила (англ. Serpent of the Nile) / Serpent of the Nile (США, 1953) — режиссёр Уильям Касл, в роли Ронда Флеминг
- История человечества (англ. The Story of Mankind (film)) / The Story of Mankind (США, 1957) — режиссёр Ирвин Аллен (англ. Irwin Allen), в роли Вирджиния Мейо
- Легионы Клеопатры (итал. Le legioni di Cleopatra) / Le legioni di Cleopatra (Италия, Франция, Испания, 1959) — режиссёр Витторио Коттафави (итал. Vittorio Cottafavi), в роли Линда Кристал
- телесериал «Театр Дженерал Электрик» (англ. General Electric Theater). Серия «Caesar and Cleopatra» (США, 1959). В роли Пайпер Лори
- Антоний и Клеопатра (англ. Antony and Cleopatra (1959 film)) / Antony and Cleopatra (Австралия, 1959) — режиссёр Кристофер Муир (англ. Christopher Muir), в роли Бетти Кауфман
- Королева для Цезаря (итал. Una regina per Cesare) / Una regina per Cesare (Франция — Италия, 1962) — режиссёр Пьер Пьеротти (итал. Piero Pierotti (regista)), в роли Паскаль Пети (англ. Pascale Petit (actress)).
- Клеопатра / Cleopatra (США, 1963) — номинант на Оскара, режиссёр Джозеф Лео Манкевич, в роли Элизабет Тейлор
- Антоний и Клеопатра / Antonius und Cleopatra (ФРГ, 1963) — режиссёр Райнер Вольфхардт (нем. Rainer Wolffhardt), в роли Лола Мютель (нем. Lola Müthel)
- Тото и Клеопатра (итал. Totò e Cleopatra) / Totò e Cleopatra (Италия, 1963) — режиссёр Фернандо Черкио, в роли Магали Ноэль
- Распространение орла (англ. The Spread of the Eagle) / The Spread of the Eagle (Великобритания, 1963) — режиссёр Питер Дьюс (англ. Peter Dews (director)), в роли Мэри Моррис (англ. Mary Morris)
- Так держать, Клео! (англ. Carry On Cleo) / Carry On Cleo (Великобритания, 1964) — режиссёр Джеральд Томас (англ. Gerald Thomas), в роли Аманда Бэрри (англ. Amanda Barrie)
- Антоний и Клеопатра / Antonio e Cleopatra (Италия, 1965) — режиссёр Витторио Коттафави (итал. Vittorio Cottafavi), в роли Валерия Валери (итал. Valeria Valeri)
- Я, Клеопатра и Антоний / Η Κλεοπάτρα ήταν Αντώνης (Греция, 1966) — в роли Ставрас Паравас (греч. Σταύρος Παράβας)
- Антоний и Клеопатра / Antoine et Cléopâtre (Франция, 1967) — режиссёр Жан Пра (фр. Jean Prat (réalisateur)), в роли Жюдит Магр
- Астерикс и Клеопатра / Astérix et Cléopâtre — мультипликационный фильм (Франция, Бельгия, 1968), озвучивала Клеопатру Мишлин Дакс (фр. Micheline Dax)
- Cleopatra / クレオパトラ — эротическое аниме (Япония, 1970), озвучивала Клеопатру Тинацу Накаяма (яп. 中山千夏)
- Клеопатра / Cleopatra (США, 1970) — режиссёр Майкл Аудер (англ. Michel Auder), в роли Вива (англ. Viva (actress))
- Антоний и Клеопатра / Antony And Cleopatra (Великобритания, Испания, Швейцария, 1972) — режиссёр Чарлтон Хестон, в роли Хильдегард Нил (англ. Hildegarde Neil)
- Антоний и Клеопатра (англ. Antony and Cleopatra (1974 TV drama)) / Antony and Cleopatra (Великобритания, 1974) — режиссёр Jon Scoffield, в роли Джанет Сазман
- Антоний и Клеопатра — фильм-балет (СССР, 1977), в роли Алла Осипенко
- Цезарь и Клеопатра — телеспектакль (СССР, 1979), в роли Елена Коренева
- Антоний и Клеопатра — телеспектакль (СССР, 1980), в роли Юлия Борисова
- Антоний и Клеопатра / Antony and Cleopatra — BBC Television Shakespeare (англ. BBC Television Shakespeare) (Великобритания, 1981) — режиссёр Джонатан Вулф Миллер, в роли Джейн Лапотэйр
- Антоний и Клеопатра / Antony and Cleopatra (США, 1984) — режиссёр Лоуренс Карра (англ. Lawrence Carra), в роли Линн Редгрейв
- Привет с дороги в ад / Highway to Hell (США, 1992) — режиссёр Эйт де Йонг (нидерл. Ate de Jong), в роли Amy Stiller
- Эротические сны Клеопатры (итал. Sogni erotici di Cleopatra) / Sogni erotici di Cleopatra (Италия, Франция, 1996) — в роли Марчелла Петрелли
- Зена — королева воинов / Xena: Warrior Princess — телесериал (США, 1997), в роли Джина Торрес
- Клеопатра (англ. Cleopatra (miniseries)) / Cleopatra — (США, Германия, 1999), в роли Леонор Варела
- Астерикс и Обеликс: Миссия «Клеопатра» / Astérix & Obélix: Mission Cléopâtre — (Франция, Германия, 2002), режиссёр Ален Шаба, в роли Моника Беллуччи
- Юлий Цезарь / Julius Caesar — (Нидерланды, Италия, Германия, США, 2002), режиссёр Ули Эдель, в роли Самуэла Сардо (итал. Samuela Sardo)
- Каннаки (Клеопатра) (малаял. കണ്ണകി (ചലച്ചിത്രം)) / കണ്ണകി (Индия, 2002) — режиссёр Джайярадж (англ. Jayaraj), в роли Нандита Дас
- Римская империя. Август / Imperium: Augustus (Германия, Италия, Испания, Австрия, Франция, Великобритания, 2003) — режиссёр Роджер Янг, в роли Анна Валле (итал. Anna Valle)
- Клеопатра / Cleopatra (Швеция, 2003) — порнографический фильм, режиссёр Антонио Адамо, в роли Джулия Тейлор
- Скуби-Ду, где моя мумия? / Scooby-Doo! in Where’s My Mummy? — мультипликационный фильм (США, 2005), озвучивала Клеопатру Вирджиния Мэдсен
- Рим / Rome (2005—2007) — телевизионная драма HBO/BBC, в роли Линдси Маршал
- Юлий Цезарь / Giulio Cesare — опера (Великобритания, 2006), в роли Даниэль де Низ
- Клеопатра (порт. Cleópatra (2007)) / Cleópatra (Бразилия, 2007) — режиссёр Джулио Брессане (порт. Júlio Bressane), в роли Алессандра Негрини (порт. Alessandra Negrini)
- Граница времени, серия «Ночь с Клеопатрой» (Россия, 2015) — в роли Евгения Щербакова
- Антоний и Клеопатра / Antony and Cleopatra (Великобритания, 2017) — режиссёр Икбаль Хан (англ. Iqbal Khan (director)), в роли Джозетт Саймон
- Антоний и Клеопатра / Antony and Cleopatra (Великобритания, 2018) — режиссёр Саймон Годвин (англ. Simon Godwin), в роли Софи Оконедо
- Африканские королевы (англ. African Queens (TV series)), «Королева Клеопатра» / Queen Cleopatra (США, Великобритания, 2023, сериал Netflix) в роли Адель Джеймс (англ. Adele James).
- Астерикс и Обеликс: Поднебесная / Astérix et Obélix: L’Empire du Milieu (Франция, 2023) — режиссёр Гийом Кане, в роли Марион Котийяр
- «Клеопатра» — фильм, находившийся в разработке с 2010 года

### Корабли
- Клеопатра (англ. HMS Cleopatra (1779)) — 32-пушечный фрегат 5-го ранга Королевского военно-морского флота Великобритании, спущен на воду в 1779 году и разобран в 1814 году.
- Клеопатра (фр. Cléopâtre (frégate)) — 32-пушечный фрегат, спущен на воду в 1780 году для Военно-морских сил Франции, в 1793 году захвачен Королевским военно-морским флотом Великобритании, переименован в «Oiseau» (птица) и разобран в 1816 году.
- Клеопатра — 44-пушечный фрегат Военно-морских сил Франции, класса Armide (англ. Armide-class frigate), спущен на воду в 1817 году и разобран в 1823 году.
- Клеопатра (англ. HMS Cleopatra (1835)) — 26-пушечный фрегат 6-го ранга Королевского военно-морского флота Великобритании, спущен на воду в 1835 году и разобран в 1862 году.
- Клеопатра (англ. French frigate Cléopâtre (1838)) — 50-пушечный фрегат Военно-морских сил Франции, спущен на воду в 1838 году и разобран в 1869 году.
- Клеопатра (англ. Cleopatra (1839)) — пароходофрегат Британский Ост-Индской компании, спущен на воду в 1839 году и потерпел крушение у Малабарского берега 14 апреля 1847 года, в котором погибли команда и пассажиры (всего более 250 человек).
- Клеопатра (англ. Cleopatra (cylinder ship)) — понтон с мостиком для экипажа, построен в 1877 году для перевозки из Александрии в Лондон обелиска Игла Клеопатры, разобран в 1878 году.
- Клеопатра (англ. HMS Cleopatra (1878)) — винтовой корвет Королевского военно-морского флота Великобритании, спущен на воду в 1878 году и разобран в 1931 году.
- Клеопатра (англ. HMS Cleopatra (1915)) — легкий крейсер Королевского военно-морского флота Великобритании, спущен на воду в 1915 году и разобран в 1931 году.
- Клеопатра — крейсер Королевского военно-морского флота Великобритании, спущен на воду в 1940 году и разобран в 1953 году.
- Клеопатра (англ. SS United Victory) — транспортный корабль США, спущен на воду в 1944 году под названием «United Victory», в 1946 продан Великобритании и курсировал между Александрией и Нью-Йорком, в 1956 году переименован в «Клеопатру», национализировано Объединённой арабской морской компанией в 1961 году, и разобран в 1981 году.
- Клеопатра (англ. HMS Cleopatra (F28)) — фрегат Королевского военно-морского флота Великобритании, спущен на воду в 1964 году и разобран в 1992 году.
- Клеопатра — пассажирский однопалубный одновинтовой теплоход, спущен на воду в 1964 году ГП «Московский судостроительный и судоремонтный завод» под названием «МО-106», в 1995 переименован в «Чайку», в 2006 — в «Клеопатру» и разобран в 2015 году[18].

### Филателия
- Почтовая марка Египетского султаната (барельеф «Клеопатра»), цвет зелёный, 2 мильема, 8 января 1914 года[19], 1921 год[20]
- Почтовая марка Египетского султаната (барельеф «Клеопатра»), цвет красный, 2 мильема, 1922 год[21]
- Почтовая марка Йеменского Мутаваккилийского королевства (картина Джованни Баттиста Тьеполо «Встреча Антония Клеопатры»), 24 бкуши, апрель 1968 года[22]
- Почтовая марка эмирата Аджман (картина Иоганна Лисса «Смерть Клеопатры»), 1 катарский риал, 1972 год[23]
- Почтовая марка Парагвая (картина Гвидо Каньяччи «Смерть Клеопатры»), 0,25 гуарани, 22 мая 1972 года[24]
- Почтовая марка Экваториальной Гвинеи (картина Гвидо Каньяччи «Смерть Клеопатры»), 2 песеты Экваториальной Гвинеи, 29 июня 1973 года[25]
- Почтовая марка Чехословакии (картина Питера Пауля Рубенса «Клеопатра»), 5 чехословацких крон, 24 ноября 1977 года[26]
- Почтовая марка Сирии (бюст Клеопатры), 25 пиастров, 19 августа 1979 года[27]
- Почтовая марка Западного Берлина (бюст Клеопатры в Берлинском античном собрании), 30 пфеннигов, 12 января 1984 года[28][29]
- Почтовая марка Гайаны (картина Гюстава Моро, «Клеопатра»), 50 гайанских долларов, 6 декабря 1993 года[30]
- Почтовая марка Мали (Элизабет Тейлор в роли Клеопатры), 150 франков КФА BCEAO, 23 мая 1994 года[31]
- Почтовая марка Либерии (портрет Клеопатры), 50 центов, 27 июля 1998 года[32]
- Почтовая марка Сьерра-Леоне (картина Гвидо Рени «Смерть Клеопатры»), 1000 леоне, 6 октября 2000 года[33]
- Почтовая марка Антигуа и Барбуда (картина Герарда де Лересса «Пир Клеопатры»), 1 восточнокарибский доллар, 18 декабря 2000 года[34]
- Почтовый блок Гренады, Карриаку и Малого Мартиника (картина Герарда де Лересса «Пир Клеопатры»), 6 восточнокарибских долларов, 15 января 2001 года[35]
- Почтовая марка Мальдив (картина Герарда де Лересса «Пир Клеопатры»), 7 мальдивских руфий, 15 января 2001 года[36]
- Почтовая марка Мозамбика (портрет Клеопатры), 20 000 метикал, 28 сентября 2002 года[37]
- Почтовая марка Либерии (статуя Клеопатры), 60 либерийских долларов, 13 июня 2006 года[38]
- Почтовая марка Сан-Томе и Принсипи (саркофаг и портрет Клеопатры), 20 000 добра, 17 июля 2008 года[39]
- Почтовая марка Великобритании (Антоний и Клеопатра, концерт в Swan Theatre (англ. Swan Theatre, Stratford-upon-Avon)), 68 пенни, 21 апреля 2011 года[40]
- Почтовая марка Гвинеи (Элизабет Тейлор в роли Клеопатры), 10 000 гвинейских франков, 10 мая 2011 года[41]
- Почтовая марка и почтовый блок Гвинеи (Элизабет Тейлор в роли Клеопатры), 40 000 гвинейских франков, 10 мая 2011 года[42]
- Почтовая марка и почтовый блок Гвинеи (портрет Клеопатры), 40 000 гвинейских франков, 30 сентября 2011 года[43]
- Почтовая марка Мальдив (картина Якоба Йорданса «Пир Клеопатры»), 20 мальдивских руфий, 7 октября 2014 года[44]
- Почтовая марка Нигера (Элизабет Тейлор в роли Клеопатры), 900 франков КФА BCEAO, 20 апреля 2016 года[45]
- Почтовая блок Соломоновых островов (картина Микеланджело Буонарроти «Клеопатра»), 10 долларов Соломоновых островов, 12 апреля 2016 года[46]
- Почтовая марка Украины (портрет Клеопатры), номинал V, 2019 год[47]

## Клеопатра в астрономии
- Металлический астероид главного пояса (216) Клеопатра, открыт 10 апреля 1880 года Иоганном Пализой в Австро-Венгерской морской обсерватории в Пуле. Имеет форму кости, и размеры 217×94×81 км. Имеет два спутника (Алексгелиос и Клеоселена (нем. Cleoselene)), открыты 19 сентября 2008 года, названы в честь детей Клеопатры Александра Гелиоса и Клеопатры Селены II.
- Ударный кратер Клеопатра на Венере, расположен на восточном склоне гор Максвелла, название утверждено Международным астрономическим союзом в 1992 году. Диаметр внешней впадины — около 100 км, а внутренней — 45—55 км; глубина внешней впадины — 1,5 км, а внутренней — 2,4—2,6 км.

## Клеопатра в биологии
- Дневная бабочка лимонница клеопатра, вид описан шведским натуралистом и Карлом Линнеем в 1767 году. Ареал: южная Европа, северная Африка и Ближний Восток.
- Cleopatra (англ. Cleopatra (gastropod)) — род брюхоногих моллюсков (улиток) подкласса ценогастроподы, содержащий более 20 видов.